# 山口市立阿知須中学校
山口市立阿知須中学校（やまぐちしりつ あじすちゅうがっこう, 英語: Yamaguchi City Ajisu Junior High School）は、山口県山口市阿知須にある公立中学校。

## 概要
12学級、生徒数320名（2022年4月現在）。地域は、北側を山口市佐山地域、西側を宇部市に接し、東側で山口湾に接している。気候は瀬戸内式気候で、年間を通じて温暖である。2017年に創立70周年を迎えた。

## 教育目標
『夢の実現を支援する教育の推進〜共に学び、支え合う活動を通して〜』を目標とする。また、いじめ防止基本方針として『いじめ許しません宣言』を掲げている。

## 校訓
- 「至誠・創造・剛健」

## 校歌
- 作詞は 岩松文弥 、作曲は 原田彦四郎。

## 沿革
- 1947年（昭和22年）
  - 5月1日 - 山口市立阿知須中学校、開校。
  - 9月5日 - 校章制定。
  - 11月23日 - 山口市より分離、阿知須町立阿知須中学校となる。
- 1951年（昭和26年） - 校歌制定。
- 1957年（昭和32年） - 創立10周年を迎える。
- 1961年（昭和36年） - 県の統計教育研究校となる。
- 1966年（昭和41年） - 給食センター落成。
- 1977年（昭和52年） - 創立30周年記念式典、同窓会結成式。
- 1978年（昭和53年）- 阿中の森完成。
- 1981年（昭和56年）
  - 青春の森（植樹）完成。
  - 山口県指定「たくましい防長っ子」育成研究発表大会。
- 1982年（昭和57年）- 機器利用英語教育の文部省研究指定。
- 1984年（昭和59年） - ワシントンDC教育団が学校視察。
- 1995年（平成7年）- 教育研修所・調査研究協力校（科学教育）となる。
- 1997年（平成9年）- 創立50周年記念体育大会、式典。
- 2005年（平成17年）
  - 10月1日 - 山口市と市町村合併、山口市立阿知須中学校となる。
- 2001年（平成13年）- 山口きらら博（地元開催により）に出演。
- 2007年（平成19年） - 創立60周年を迎える。
- 2017年（平成29年） - 創立70周年記念。

## 通学区域
- 阿知須全域。

## 受賞歴
- 1971年（昭和46年） - 日本学校体育研究連合会 より全国保健体育優良校として表彰。
- 1975年（昭和50年） 
  - 山口県教育委員会より準健康優良校として表彰。
  - 山口県PTA大会優良PTA として表彰。
- 1979年（昭和54年） - 山口県緑化コンクール優秀賞 受賞。
- 1982年（昭和57年） - 山口県植樹祭優秀賞 受賞。
- 1985年（昭和60年）- 山口県植樹祭最優秀賞 受賞。
- 1992年（平成4年） -山口県吹奏楽コンクール金賞 受賞。
- 1995年（平成7年）- 中国納税貯蓄組合 より、「税の作文部門」に於いて、特別団体賞受賞。

## クラブ活動
サッカー部、野球部、ソフトテニス部（男子・女子）、ソフトボール部、卓球部（男子・女子）、バレーボール部（女子）、吹奏楽部、総合文化部、テニス(臨時部)部、2023年から水泳(臨時部)部。
出場歴
- 2003年（平成15年）- 卓球部（男子）全国中学選抜卓球大会出場（郡山市）。
- 2004年（平成16年）- 
全国中学高等学校（剣道）選手権大会、女子個人出場（栃木県小山市）。
- 2006年（平成18年）3月 - 卓球部（男子）全国中学選抜卓球大会出場（北海道）。
- 2007年（平成19年）- 卓球部（男子）全国中学選手権大会 出場（青森市）。

## 交通アクセス
- 阿知須駅から徒歩15分。
- 本由良駅から徒歩30分。